# Lew Wladimirowitsch Altschuler
Lew Wladimirowitsch Altschuler (russisch Лев  Владимирович  Альтшулер, englische Transkription Lev Altshuler; * 9. November 1913 in Moskau; † 23. Dezember 2003) war ein sowjetischer/russischer Physiker. Er war seit dessen Beginn am sowjetischen Atombombenprojekt beteiligt und ein Pionier der Physik von mit Stoßwellen erzeugter hoher Drücke und Temperaturen.
Altschuler studierte ab 1934 an der Lomonossow-Universität in Moskau, an der er 1936 seinen Abschluss machte. Zuvor war er schon ab 1932 im Röntgenlabor des Maschinenbau-Forschungsinstituts in Moskau, zusammen mit seinen Freunden Weniamin Zukerman und  Witali Ginsburg. 1940 bis 1942 war er in der Roten Armee als Flugzeugmechaniker und danach in der Waffenentwicklung eingesetzt. Zunächst entwickelte er mit Zukerman die Röntgen-Hochgeschwindigkeitsfotografie, um die Wirkung von Hohlladungen auf Panzerungen zu studieren (beide erhielten dafür 1946 den Stalinpreis). Auf Einladung von Juli Chariton war er danach im Atombombenprojekt im Geheimlabor Arsamas-16 (heute Russisches Föderales Kernforschungszentrum, WNIEF). Er untersuchte dort unter anderem das Verhalten von Metallen bei Explosionen und arbeitete mit den Theoretikern Andrei Sacharow und Jakow Seldowitsch. Er blieb dort bis 1969, als er Leiter eines Labors im Institut für Optisch-Physikalische Messungen in Moskau wurde. 1989 wurde er leitender Wissenschaftler am Institut für Hohe Energiedichten der Sowjetischen Akademie der Wissenschaften.
In den 1950er Jahren veröffentlichte er Arbeiten über die Zustandsgleichungen bei Drücken bis 10 Mbar, erzeugt durch Detonationsfronten mit rund 15 km/s Geschwindigkeit, was damals eine Rekordleistung war. In den USA wurden damals ebene Detonationsfronten benutzt, mit einem Drittel der von Altschuler erreichten Geschwindigkeit. Sein Verfahren wurde erst 1996 bekannt – er benutzte statt ebenen Fronten konzentrische konvergierende Detonationsfronten. Altschuler studierte mit diesen Verfahren zum Beispiel Stoßwellen-induzierte Phasenübergänge, neuartige Phasen von Metallen bei extremen Bedingungen, die Erzeugung nichtidealer Plasmen.
Altschuler erhielt dreimal den Staatspreis der UdSSR (1946, 1949 und 1953), 1962 den Leninpreis und 1999 den Preis der Russischen Föderation. Er erhielt 1991 den Shock Compression Science Award der American Physical Society.
Altschuler sprach sich schon 1951 vor einer Regierungskommission abfällig und ablehnend gegen Trofim Lyssenko und für die moderne Genetik aus und nur das Einschreiten von Chariton und anderen Wissenschaftlern in Arsamas bewahrte ihn vor einer Bestrafung. Auch sonst äußerte er offen seine häufig von der offiziellen kommunistischen Position abweichende politische Meinung, zum Beispiel im Ungarnaufstand 1956. Das führte unter anderem dazu, dass seine Aufnahme in die Akademie der Wissenschaften 1969 am Widerspruch der Parteimitglieder in Arsamas scheiterte, ein Grund für seinen Weggang nach Moskau.
Sein Sohn Boris Altschuler (* 1939, russisch Борис Львович Альтшулер) ist ebenfalls Physiker.

## Schriften
- Altshuler, Wladimir Fortow, R. F. Trunin, A. I. Funtikov (Herausgeber) High pressure shock compression of solids VII: Shock Waves and Extremal States of Matter, Springer Verlag 2000